# Анкуды (Дуниловичский сельсовет)
Анкуды (бел. Анкуды) — деревня в Поставском районе Витебской области Белоруссии. Входит в состав Дуниловичского сельсовета.

## География
Деревня расположена в 38 км от города Поставы и в 5 км от Дунилович.

## История
В 1795 году - застенок Анкуды, владельцы Янишевские Игнатий и Мартин. 8 дворов, 64 жителя.
В 1816 году - деревня Анкуды, владелец Мартин Янишевский, 6 дворов, 30 жителей.
В начале ХХ столетия — деревня в Дуниловичской волости Вилейского уезда Виленской губернии.
В некоторых метрических книгах Дуниловичского костела упоминаются как Анкуды Лозовые
В 1909 году — 6 домов, 23 семьи, 143 жителя, 114 десятин земли.
В результате советско-польской войны 1919—1921 гг. деревня оказалась в составе Срединной Литвы.
С 1922 года — в составе Дуниловичского повета Виленского воеводства Польши (II Речь Посполитая).
В сентябре 1939 года деревня была присоединена к БССР силами Белорусского фронта РККА.
С 15 января 1940 года — в Дуниловичском сельсовете Дуниловичского района Вилейской области БССР.
В 1947 году — 36 хозяйств.
С 20.01.1960 года — в Глубокском районе.
С 25.12.1962 года — в Поставском районе.
В 1963 году — 46 дворов, 154 жителей.
В 2001 году — 13 дворов, 16 жителей, колхоз «XXV партсъезд».